# Achthophora annulicornis
Achthophora annulicornis es una especie de escarabajo longicornio del género Achthophora, tribu Monochamini, subfamilia Lamiinae. Fue descrita científicamente por Heller en 1924.
Se distribuye por Filipinas. Mide aproximadamente 11,5-16,5 milímetros de longitud. El período de vuelo de esta especie ocurre en los meses de febrero, abril y agosto.